# Parbhani
Parbhani ist eine Stadt im indischen Bundesstaat Maharashtra.
Die Stadt befindet sich 400 km östlich von Mumbai. Sie bildet die Hauptstadt des gleichnamigen Distrikts.
Beim Zensus 2011 hatte Parbhani 307.170 Einwohner.
Die nationale Fernstraße NH 222 (Ahmednagar–Nanded) führt durch die Stadt. Parbhani liegt an der Bahnstrecke Aurangabad–Nanded.